# Canton de Saint-Georges-de-Mons
Le canton de Saint-Georges-de-Mons est une circonscription électorale française du département du Puy-de-Dôme créée par le décret du 21 février 2014 et entrée en vigueur lors des premières élections départementales suivant la publication du décret.

## Histoire
Un nouveau découpage territorial du Puy-de-Dôme entre en vigueur à l'occasion des élections départementales de 2015. Il est défini par le décret du 21 février 2014, en application des lois du 17 mai 2013 (loi organique 2013-402 et loi 2013-403). Les conseillers départementaux sont, à compter de ces élections, élus au scrutin majoritaire binominal mixte. Les électeurs de chaque canton élisent au Conseil départemental, nouvelle appellation du Conseil général, deux membres de sexe différent, qui se présentent en binôme de candidats. Les conseillers départementaux sont élus pour 6 ans au scrutin binominal majoritaire à deux tours, l'accès au second tour nécessitant 12,5 % des inscrits au 1er tour. En outre la totalité des conseillers départementaux est renouvelée. Ce nouveau mode de scrutin nécessite un redécoupage des cantons dont le nombre est divisé par deux avec arrondi à l'unité impaire supérieure si ce nombre n'est pas entier impair, assorti de conditions de seuils minimaux. Dans le Puy-de-Dôme, le nombre de cantons passe ainsi de 61 à 31.
Le nouveau canton de Saint-Georges-de-Mons est formé de communes des anciens cantons de Manzat (8 communes), de Combronde (12 communes) et de Menat (8 communes). Il est entièrement inclus dans l'arrondissement de Riom. Le bureau centralisateur est situé à Saint-Georges-de-Mons.

## Représentation
| Période élective | Période élective | Mandat | Mandat   | Identité           | Nuance | Nuance | Qualité                            |
| ---------------- | ---------------- | ------ | -------- | ------------------ | ------ | ------ | ---------------------------------- |
| 2015             | 2021             | 2015   | 2021     | Grégory Bonnet     |        | DVG    | Cadre Maire de Montcel depuis 2014 |
| 2015             | 2021             | 2015   | 2021     | Clémentine Raineau |        | DVG    | Anthropologue, Saint-Rémy-de-Blot  |
| 2021             | 2028             | 2021   | en cours | Grégory Bonnet     |        | DVG    | Conseiller sortant                 |
| 2021             | 2028             | 2021   | en cours | Clémentine Raineau |        | LFI    | Conseillère sortante               |

### Résultats détaillés

#### Élections de mars 2015
À l'issue du 1er tour des élections départementales de 2015, deux binômes sont en ballottage : Jacqueline Mazeron et Jean-Paul Pouzadoux (Union de la Gauche, 30,49 %) et Gregory Bonnet et Clémentine Raineau (FG, 24,89 %). Le taux de participation est de 55,66 % (7 936 votants sur 14 257 inscrits) contre 52,8 % au niveau départemental et 50,17 % au niveau national.
Au second tour, Gregory Bonnet et Clémentine Raineau (FG) sont élus avec 51,07 % des suffrages exprimés et un taux de participation de 50,55 % (2 872 voix pour 7 205 votants et 14 254 inscrits).
Au moment de leur élection, Grégory Bonnet et Clémentine Raineau étaient membres du Front de Gauche. Ils sont membres du groupe "La Gauche 63" (opposition départementale).

#### Élections de juin 2021
Le premier tour des élections départementales de 2021 est marqué par un très faible taux de participation (33,26 % au niveau national). Dans le canton de Saint-Georges-de-Mons, ce taux de participation est de 38,55 % (5 724 votants sur 14 848 inscrits) contre 36,11 % au niveau départemental. À l'issue de ce premier tour, deux binômes sont en ballottage : Grégory Bonnet et Clémentine Raineau (DVG, 48,06 %) et Corinne Parant et Julien Perrin (DVD, 35,86 %).
Le second tour des élections est marqué une nouvelle fois par une abstention massive équivalente au premier tour. Les taux de participation sont de 34,36 % au niveau national, 37,4 % dans le département et 41,22 % dans le canton de Saint-Georges-de-Mons. Grégory Bonnet et Clémentine Raineau (DVG) sont élus avec 56 % des suffrages exprimés (3 171 voix pour 6 122 votants et 14 853 inscrits),,.

## Composition
Le nouveau canton de Saint-Georges-de-Mons comprend vingt-huit communes entières.
| Nom                                           | Code Insee | Intercommunalité               | Superficie (km2) | Population (dernière pop. légale) | Densité (hab./km2) | Modifier                                    |
| --------------------------------------------- | ---------- | ------------------------------ | ---------------- | --------------------------------- | ------------------ | ------------------------------------------- |
| Saint-Georges-de-Mons (bureau centralisateur) | 63349      | CC Combrailles Sioule et Morge | 34,15            | 2 003 (2022)                      | 59                 | modifier les données · modifier les données |
| Les Ancizes-Comps                             | 63004      | CC Combrailles Sioule et Morge | 21,20            | 1 714 (2022)                      | 81                 | modifier les données · modifier les données |
| Beauregard-Vendon                             | 63035      | CC Combrailles Sioule et Morge | 7,33             | 1 323 (2022)                      | 180                | modifier les données · modifier les données |
| Blot-l'Église                                 | 63043      | CC Combrailles Sioule et Morge | 25,29            | 441 (2022)                        | 17                 | modifier les données · modifier les données |
| Champs                                        | 63082      | CC Combrailles Sioule et Morge | 15,13            | 421 (2022)                        | 28                 | modifier les données · modifier les données |
| Charbonnières-les-Vieilles                    | 63093      | CC Combrailles Sioule et Morge | 32,62            | 1 161 (2022)                      | 36                 | modifier les données · modifier les données |
| Combronde                                     | 63116      | CC Combrailles Sioule et Morge | 18,00            | 2 142 (2022)                      | 119                | modifier les données · modifier les données |
| Davayat                                       | 63135      | CC Combrailles Sioule et Morge | 2,33             | 646 (2022)                        | 277                | modifier les données · modifier les données |
| Gimeaux                                       | 63167      | CC Combrailles Sioule et Morge | 2,19             | 388 (2022)                        | 177                | modifier les données · modifier les données |
| Jozerand                                      | 63181      | CC Combrailles Sioule et Morge | 10,76            | 564 (2022)                        | 52                 | modifier les données · modifier les données |
| Lisseuil                                      | 63197      | CC Combrailles Sioule et Morge | 6,88             | 108 (2022)                        | 16                 | modifier les données · modifier les données |
| Loubeyrat                                     | 63198      | CC Combrailles Sioule et Morge | 23,93            | 1 431 (2022)                      | 60                 | modifier les données · modifier les données |
| Manzat                                        | 63206      | CC Combrailles Sioule et Morge | 39,06            | 1 417 (2022)                      | 36                 | modifier les données · modifier les données |
| Marcillat                                     | 63208      | CC Combrailles Sioule et Morge | 11,76            | 342 (2022)                        | 29                 | modifier les données · modifier les données |
| Montcel                                       | 63235      | CC Combrailles Sioule et Morge | 9,43             | 559 (2022)                        | 59                 | modifier les données · modifier les données |
| Pouzol                                        | 63286      | CC Combrailles Sioule et Morge | 13,93            | 270 (2022)                        | 19                 | modifier les données · modifier les données |
| Prompsat                                      | 63288      | CC Combrailles Sioule et Morge | 4,23             | 476 (2022)                        | 113                | modifier les données · modifier les données |
| Queuille                                      | 63294      | CC Combrailles Sioule et Morge | 10,03            | 282 (2022)                        | 28                 | modifier les données · modifier les données |
| Saint-Angel                                   | 63318      | CC Combrailles Sioule et Morge | 17,89            | 474 (2022)                        | 26                 | modifier les données · modifier les données |
| Saint-Gal-sur-Sioule                          | 63344      | CC Combrailles Sioule et Morge | 9,52             | 148 (2022)                        | 16                 | modifier les données · modifier les données |
| Saint-Hilaire-la-Croix                        | 63358      | CC Combrailles Sioule et Morge | 16,21            | 372 (2022)                        | 23                 | modifier les données · modifier les données |
| Saint-Myon                                    | 63379      | CC Combrailles Sioule et Morge | 5,51             | 553 (2022)                        | 100                | modifier les données · modifier les données |
| Saint-Pardoux                                 | 63382      | CC Combrailles Sioule et Morge | 15,99            | 428 (2022)                        | 27                 | modifier les données · modifier les données |
| Saint-Quintin-sur-Sioule                      | 63390      | CC Combrailles Sioule et Morge | 14,32            | 387 (2022)                        | 27                 | modifier les données · modifier les données |
| Saint-Rémy-de-Blot                            | 63391      | CC Combrailles Sioule et Morge | 15,22            | 247 (2022)                        | 16                 | modifier les données · modifier les données |
| Teilhède                                      | 63427      | CC Combrailles Sioule et Morge | 11,82            | 519 (2022)                        | 44                 | modifier les données · modifier les données |
| Vitrac                                        | 63464      | CC Combrailles Sioule et Morge | 13,23            | 338 (2022)                        | 26                 | modifier les données · modifier les données |
| Yssac-la-Tourette                             | 63473      | CC Combrailles Sioule et Morge | 2,14             | 396 (2022)                        | 185                | modifier les données · modifier les données |
| Canton de Saint-Georges-de-Mons               | 6327       |                                | 410,10           | 19 550 (2022)                     | 48                 | modifier les données                        |

## Démographie
En 2022, le canton comptait 19 550 habitants, en évolution de +6,27 % par rapport à 2016 (Puy-de-Dôme : +2,1 %, France hors Mayotte : +2,11 %).
| 2013   | 2018   | 2022   |
| ------ | ------ | ------ |
| 18 024 | 18 844 | 19 550 |